# Thomas Fincke
Thomas Fincke (Flensburg, Schleswig, 1561. január 6. – Koppenhága 1656. április 24.) dán matematikus és fizikus. A Koppenhágai Egyetem professzora volt több mint 60 éven keresztül. 
Legjelentősebb munkáját 1583-ban írta Geometria rotundi címmel, melyben a tangens és szekáns trigonometrikus függvényeket vezette be.

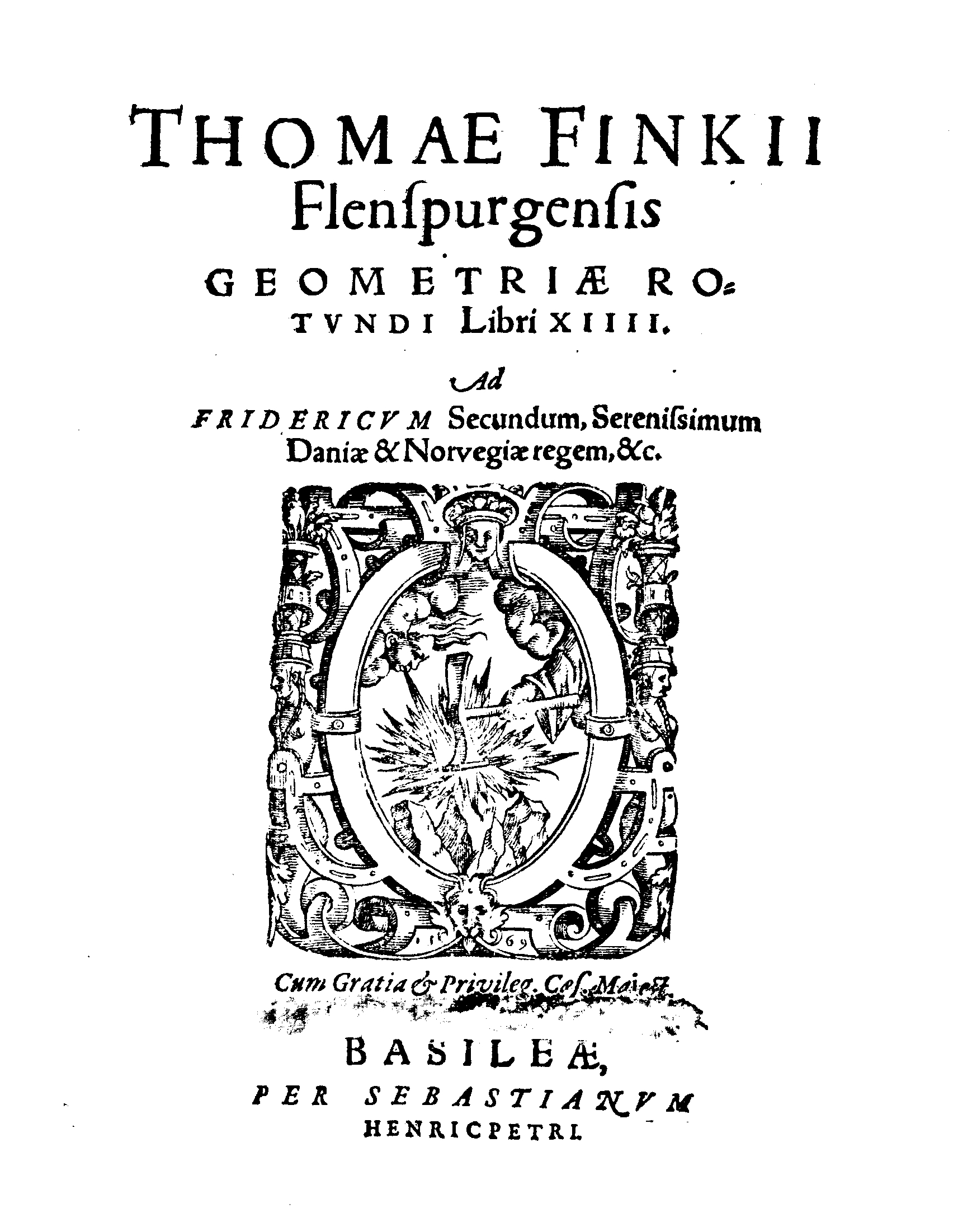
Geometriae rotundi libri XIIII, 1583

## Külső hivatkozások
- Bővebb életrajz (angolul)